# Вальдес, Оскар (футболист)
Рубен О́скар Вальде́с Ферре́ро (исп. Óscar Rubén Valdez Ferrero; ; 25 июня 1946, Буэнос-Айрес — 16 февраля 2025, Валенсия) — аргентинский и испанский футболист, играл на позиции нападающего. По окончании карьеры работал футбольным тренером.

## Биография

### Клубная карьера
Начинал карьеру в Аргентине в клубе «Альмиранте Браун». В 1969 году перешёл в «Платенсе», за который отыграл один сезон.
В 1970 году отправился в Испанию, где присоединился к «Валенсию», которую в те годы тренировал Альфредо Ди Стефано. Дебютировал за «Валенсию» в Примере 17 октября 1970 года в матче 6-го тура с хихонским «Спортингом» — «Валенсия» выиграла со счётом 1:0. В своём первом сезоне в составе «Валенсии» он сыграл 18 матчей и забил 5 голов и помог «летучим мышам» выиграть чемпионский титул. В составе «летучих мышей» за девять сезонов Вальдес отыграл во всех турнирах 210 матчей и забил 61 гол.
Покинув «Валенсию», Вальдес играл непродолжительное время за «Кастельон» и «Кимберли». Завершил игровую карьеру в 1979 году.

### Карьера в сборной
После получения испанского гражданства играл за сборную Испании. Дебютировал за сборную Испании 23 мая 1972 года в товарищеском матче со сборной Уругвая — Испания выиграла матч 2:0 и Вальдес забил гол, открыв счёт в матче. Всего за сборную Испании сыграл 9 матчей и забил 2 гола.

### Тренерская карьера
Начинал карьеру главного тренера в «Месталье». В 1985 году возглавил «Валенсию», но тот сезон для «летучих мышей» был провальным — команда вылетела в Сегунду. Ещё по ходу сезона 1985/86 он был отправлен в отставку и его заменил Альфредо Ди Стефано, тренировавший Вальдеса в период его игровой карьеры в «Валенсии». Он тренировал такие клубы как «Гандиа», «Поли Альмерия» и «Валенсию Б».
В 1990 году в течение некоторого времени возглавлял сборную Парагвая.

### Смерть
Скончался 16 февраля 2025 года в возрасте 78 лет после продолжительной болезни.

## Достижения
«Валенсия»
- Чемпион Испании (1) : 1970/71